# Olympische Winterspiele 1988/Rennrodeln
Bei den XV. Olympischen Winterspielen 1988 in Calgary fanden drei Wettbewerbe im Rennrodeln statt. Austragungsort war die Bob- und Rennschlittenbahn im Canada Olympic Park.

## Bilanz

### Medaillenspiegel
| Platz | Land           | Gold | Silber | Bronze | Gesamt |
| ----- | -------------- | ---- | ------ | ------ | ------ |
| 1     | DDR            | 3    | 2      | 1      | 6      |
| 2     | BR Deutschland | –    | 1      | 1      | 2      |
| 3     | Sowjetunion    | –    | –      | 1      | 1      |

### Medaillengewinner
| Konkurrenz       | Gold                           | Silber                      | Bronze                             |
| ---------------- | ------------------------------ | --------------------------- | ---------------------------------- |
| Einsitzer Männer | Jens Müller                    | Georg Hackl                 | Juri Chartschenko                  |
| Einsitzer Frauen | Steffi Walter                  | Ute Oberhoffner             | Cerstin Schmidt                    |
| Doppelsitzer     | Jörg Hoffmann, Jochen Pietzsch | Stefan Krauße, Jan Behrendt | Thomas Schwab, Wolfgang Staudinger |

## Ergebnisse
(alle Laufzeiten in Sekunden, Gesamtzeiten in Minuten)

### Einsitzer Männer
| Platz | Land | Sportler            | 1. Lauf | 2. Lauf | 3. Lauf | 4. Lauf | Gesamt   |
| ----- | ---- | ------------------- | ------- | ------- | ------- | ------- | -------- |
| 1     | GDR  | Jens Müller         | 46,301  | 46,444  | 46,436  | 46,367  | 3:05,548 |
| 2     | FRG  | Georg Hackl         | 46,355  | 46,553  | 46,599  | 46,409  | 3:05,916 |
| 3     | URS  | Juri Chartschenko   | 46,391  | 46,605  | 46,475  | 46,803  | 3:06,274 |
| 4     | GDR  | Thomas Jacob        | 46,426  | 46,638  | 46,433  | 46,861  | 3:06,358 |
| 5     | GDR  | Michael Walter      | 46,578  | 46,754  | 46,838  | 46,763  | 3:06,933 |
| 6     | URS  | Sergei Danilin      | 46,564  | 46,827  | 46,648  | 47,059  | 3:07,098 |
| 7     | FRG  | Johannes Schettel   | 46,725  | 46,928  | 46,805  | 46,913  | 3:07,371 |
| 8     | ITA  | Hansjörg Raffl      | 46,590  | 46,971  | 46,893  | 47,071  | 3:07,525 |
| 9     | AUT  | Otto Mayregger      | 46,777  | 46,986  | 46,925  | 46,931  | 3:07,619 |
| 10    | ITA  | Paul Hildgartner    | 46,844  | 46,854  | 46,764  | 47,234  | 3:07,696 |
| 11    | AUT  | Markus Prock        | 46,637  | 46,632  | 47,637  | 46,829  | 3:07,735 |
|       |      |                     |         |         |         |         |          |
| 13    | FRG  | Max Burghartswieser | 46,874  | 46,949  | 47,083  | 47,280  | 3:08,186 |
| 15    | ITA  | Kurt Brugger        | 47,084  | 47,362  | 47,045  | 47,130  | 3:08,621 |

1. und 2. Lauf: 14. Februar 1988 (10:07 Uhr bzw. 11:50 Uhr)

3. und 4. Lauf: 15. Februar 1988 (10:00 Uhr bzw. 11:30 Uhr)
38 Teilnehmer aus 18 Ländern, davon 36 in der Wertung.
Nach den ersten beiden Läufen lag bereits Müller vor Hackl, Chartschenko und Jacob in Führung. Weltmeister Prock (der hier Bahnrekord mit 46,792 s hielt) lag auf Rang fünf, Walter war Sechster, Schettel Neunter und Sarajewo-Olympiasieger Hildgartner auf Rang 10. Hackl misslang der dritte Lauf, sodass sich Jacobs mit Laufbestzeit auf Rang zwei setzte, was Hackl im vierten Lauf konterte. Prock hingegen fiel nach dem total missratenen dritten Lauf auf Rang elf zurück. Gerhard Sandbichler (AUT) wurde wegen 30 Gramm Übergewichts disqualifiziert.

### Einsitzer Frauen
| Platz | Land | Sportlerin          | 1. Lauf | 2. Lauf | 3. Lauf | 4. Lauf | Gesamt   |
| ----- | ---- | ------------------- | ------- | ------- | ------- | ------- | -------- |
| 1     | GDR  | Steffi Walter       | 46,828  | 46,173  | 45,969  | 46,003  | 3:03,973 |
| 2     | GDR  | Ute Oberhoffner     | 45,906  | 46,057  | 46,150  | 45,992  | 3:04,105 |
| 3     | GDR  | Cerstin Schmidt     | 46,078  | 46,020  | 46,059  | 46,024  | 3:04,181 |
| 4     | FRG  | Veronika Bilgeri    | 46,321  | 46,375  | 46,369  | 46,605  | 3:05,670 |
| 5     | URS  | Julija Antipowa     | 46,449  | 46,425  | 46,610  | 46,303  | 3:05,787 |
| 6     | USA  | Bonny Warner        | 46,409  | 46,643  | 46,633  | 46,371  | 3:06,056 |
| 7     | CAN  | Marie-Claude Doyon  | 46,372  | 46,596  | 46,796  | 46,447  | 3:06,211 |
| 8     | URS  | Nadeschda Danilina  | 46,597  | 46,447  | 46,613  | 46,707  | 3:06,364 |
| 9     | USA  | Cammy Myler         | 46,502  | 46,888  | 46,828  | 46,617  | 3:06,835 |
| 10    | URS  | Irina Kussakina     | 46,690  | 47,071  | 46,643  | 46,639  | 3:07,043 |
|       |      |                     |         |         |         |         |          |
| 12    | AUT  | Andrea Tagwerker    | 46,787  | 47,140  | 46,735  | 46,839  | 3:07,501 |
| 13    | ITA  | Veronika Oberhuber  | 46,720  | 46,963  | 47,118  | 46,715  | 3:07,516 |
| 14    | ITA  | Gerda Weißensteiner | 46,814  | 47,183  | 46,908  | 46,760  | 3:07,665 |
| 15    | ITA  | Maria-Luise Rainer  | 47,142  | 46,947  | 47,064  | 46,992  | 3:08,145 |

1. und 2. Lauf: 16. Februar 1988 (10:00 Uhr bzw. 11:30 Uhr)

3. und 4. Lauf: 17. Februar 1988 (10:00 Uhr bzw. 11:30 Uhr)
24 Teilnehmerinnen aus 14 Ländern, alle in der Wertung.
Die Rodlerinnen der DDR beherrschten die olympischen Rodelwettbewerbe. Zum dritten Mal (nach Sapporo 1972 und Sarajevo 1984) konnten sie in Calgary einen Dreifachsieg feiern.

### Doppelsitzer
| Platz | Land | Sportler                               | 1. Lauf | 2. Lauf | Gesamt   |
| ----- | ---- | -------------------------------------- | ------- | ------- | -------- |
| 1     | GDR  | Jörg Hoffmann, Jochen Pietzsch         | 45,786  | 46,154  | 1:31,940 |
| 2     | GDR  | Stefan Krauße, Jan Behrendt            | 45,886  | 46,153  | 1:32,039 |
| 3     | FRG  | Thomas Schwab, Wolfgang Staudinger     | 46,024  | 46,250  | 1:32,274 |
| 4     | FRG  | Stefan Ilsanker, Georg Hackl           | 46,054  | 46,244  | 1:32,298 |
| 5     | AUT  | Georg Fluckinger, Robert Manzenreiter  | 46,135  | 46,229  | 1:32,364 |
| 6     | URS  | Witali Melnik, Dmitri Alexejew         | 46,060  | 46,399  | 1:32,459 |
| 7     | ITA  | Kurt Brugger, Wilfried Huber           | 45,973  | 46,580  | 1:32,553 |
| 7     | URS  | Jewgeni Beloussow, Alexander Beljakow  | 46,125  | 46,428  | 1:32,553 |
| 9     | ITA  | Bernhard Kammerer, Walter Brunner      | 46,381  | 46,790  | 1:33,171 |
| 10    | CAN  | Bob Gasper, André Benoit               | 46,240  | 47,066  | 1:33,306 |
|       |      |                                        |         |         |          |
| 12    | AUT  | Gerhard Sandbichler, Franz Lechleitner | 46,771  | 46,691  | 1:33,462 |

Datum: 19. Februar 1988, 10:00 Uhr (1. Lauf), 11:00 Uhr (2. Lauf)
18 Teams aus 11 Ländern, alle in der Wertung.